# Západní Tatry

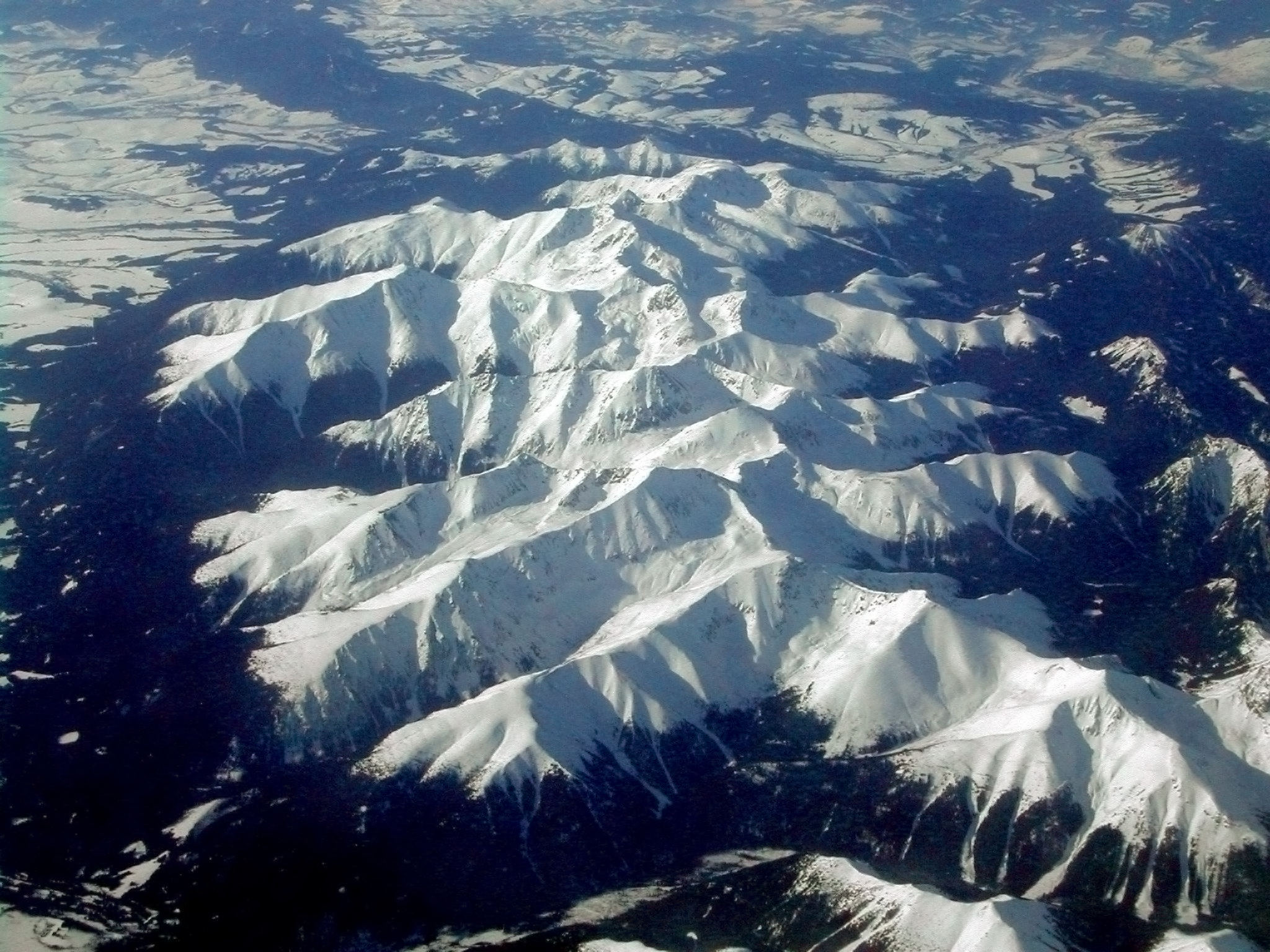
Letecký pohled na Západní Tatry

Západní Tatry (slovensky Západné Tatry, polsky Tatry Zachodnie) jsou podcelkem geomorfologického celku Tater na Slovensku a v Polsku. Rozkládají se na území o rozloze zhruba 400 km² a z toho 260 km² leží na území slovenského Tatranského národního parku a část na území polského Tatranského národního parku. Západní Tatry náleží do horského systému Karpat, do geomorfologické provincie Západní Karpaty. Celkový charakter pohoří je spíše holnatý, pouze skupina Roháčů a Giewontu má alpinský až subnivální ráz. Nejvyšší vrchol je Bystrá (2 248 m n. m.), ležící celý na Slovensku.

## Název
Název Tatry pravděpodobně pochází z praslovanského slova Tritri, což znamená skály či skalní štíty. Další možností je odvození od keltského slova tamtra (hnědý či tmavý). Pojmenování též připomíná ukrajinský výraz pro kamen či štěrk – toltry. Tatry by pak znamenaly skalnaté hory. První zmínka s tímto názvem pochází z roku 999, kdy český kníže Boleslav II. na smrtelné posteli vzpomíná na dobu, kdy české knížectví sahalo až po „Tritri montes.“
Polský název Tatry Zachodnie je populární v polské literatuře až po roce 1868, dříve se jako název používalo Hale Liptowskie, Hale Liptowsko-Orawskie nebo Hale Liptowsko-Nowotarskie.

## Poloha
Západní Tatry se nalézají na severním Slovensku a v jižním Polsku. Na východě sousedí s podcelkem Východní Tatry, od kterých je odděluje Ľaliové sedlo (1947 m n. m.), sedlo Závory a Kôprová dolina. Na jihu hraničí s Podtatranskou kotlinou, na západě je od Chočských vrchů oddělen Kvačianskou dolinou a Hutianským sedlem (1185 m n. m.). Na severozápadě hraničí s Podtatranskou brázdou, ze severozápadu jsou od Skorušinských vrchů odděleny údolím Hutianska dolina, Blatná dolina a Mihulčia dolina a průsmyky Bôrik a Maňová priehyba.
Na severu od Oravicko-vitovských vrchů je oddělují údolí Dolina Cicha Orawska a údolí Brama Orawska. Další hranici stanovuje okraj Zakopanské kotliny, ohraničený turistickou cestou pod Reglami. Všechny tyto průsmyky a údolí okolí Západních Tater z severozápadní a severní části vytváří tzv. Podtatranskou brázdu, která se na polské straně se skládá z brázd Rów Kościeliski a Rów Zakopiański. Na polské straně se hranice mezi Vysokými Tatrami a Západními Tatrami táhne spodní částí údolí Dolina Gąsienicowa a Dolina Suchej Wody Gąsienicowej (Údolí suché vody).

## Geologie
Západní Tatry jsou součástí systému Fatransko-tatranská oblast (jádrových pohoří). Centrální část geomorfologického podcelku patří ke krystaliniku Vnitřních Západních Karpat a je tvořena hercynskými žulami a granodiority a z období svrchního devonu až spodního permu. Jižní část území (Liptovské Tatry) je budována pararulami, svory a migmatizovanými rulami s výskyty amfibolitů z období proterozoika až staršího paleozoika a také ortorulami a migmatity stejného geologického věku. Území na nejzápadnější (Sivý vrch) a na nejsevernější části (Osobitá a Červené vrchy), na styku s flyšovým pásmem je geologicky velmi pestré, objevuje se zde mezozoikum Vnitřních Západních Karpat s výskyty vápenců, slínitých vápenců, slínovců, jílovců a pískovců spodní až střední křídy, dále vápenců, dolomitů, lokálně i břidlic a pískovců středního až svrchního triasu. Krystalinikum a mezozoikum nejsevernější části odděluje úzké pásmo budované vápenatými břidlicemi, jílovci, pískovci a kvarcity spodního triasu.

## Geografie

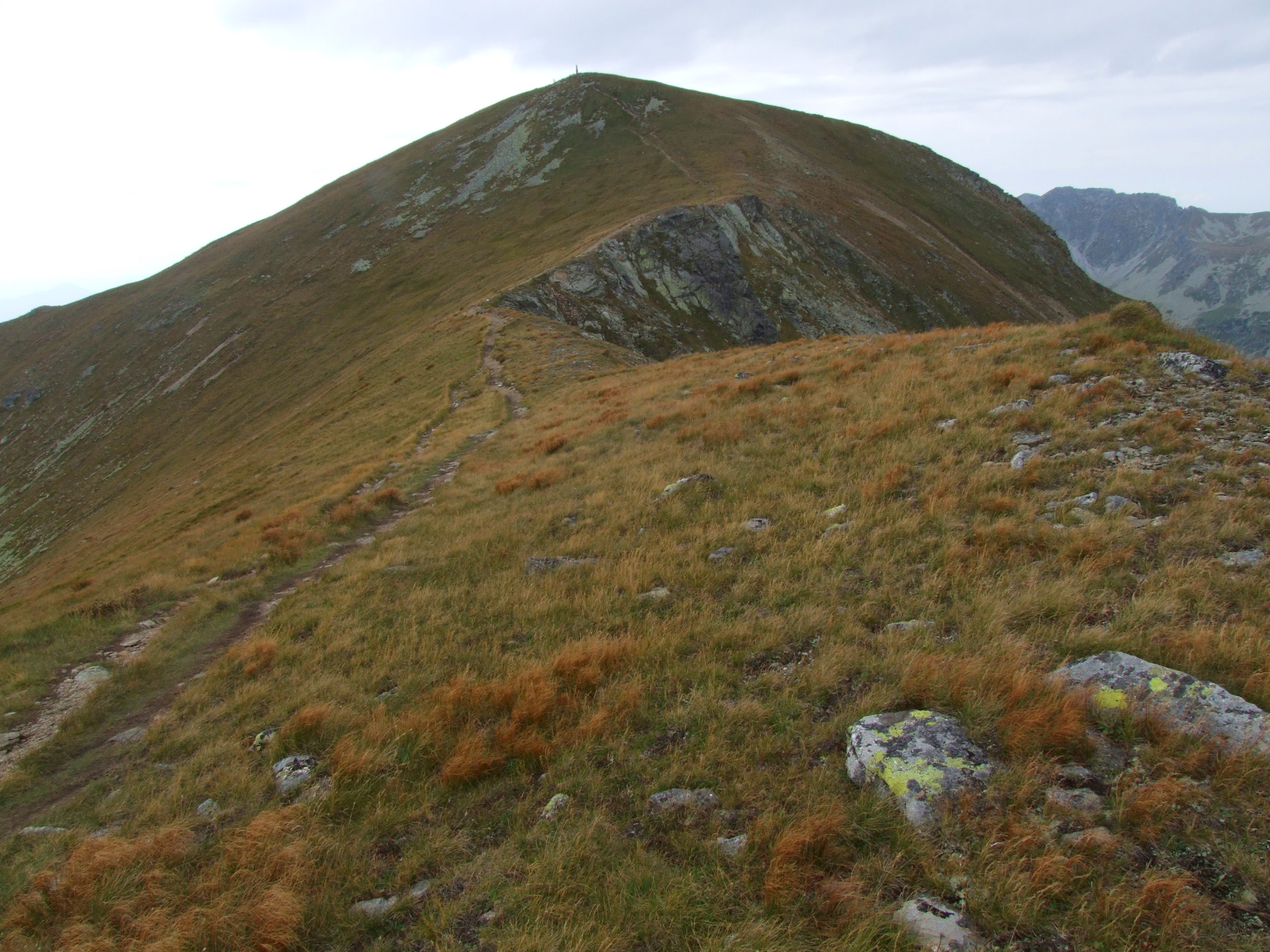
Baranec

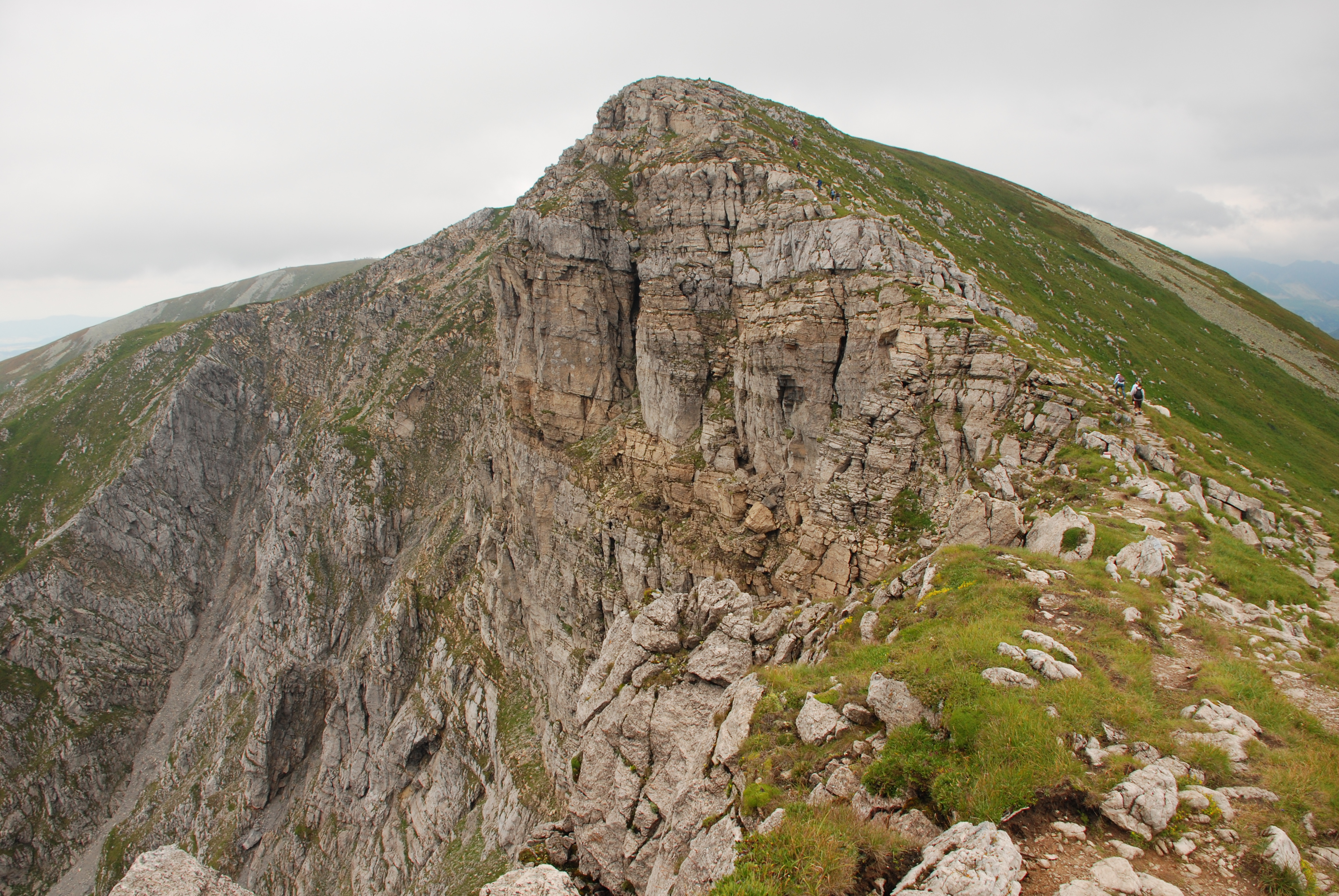
Kresanica

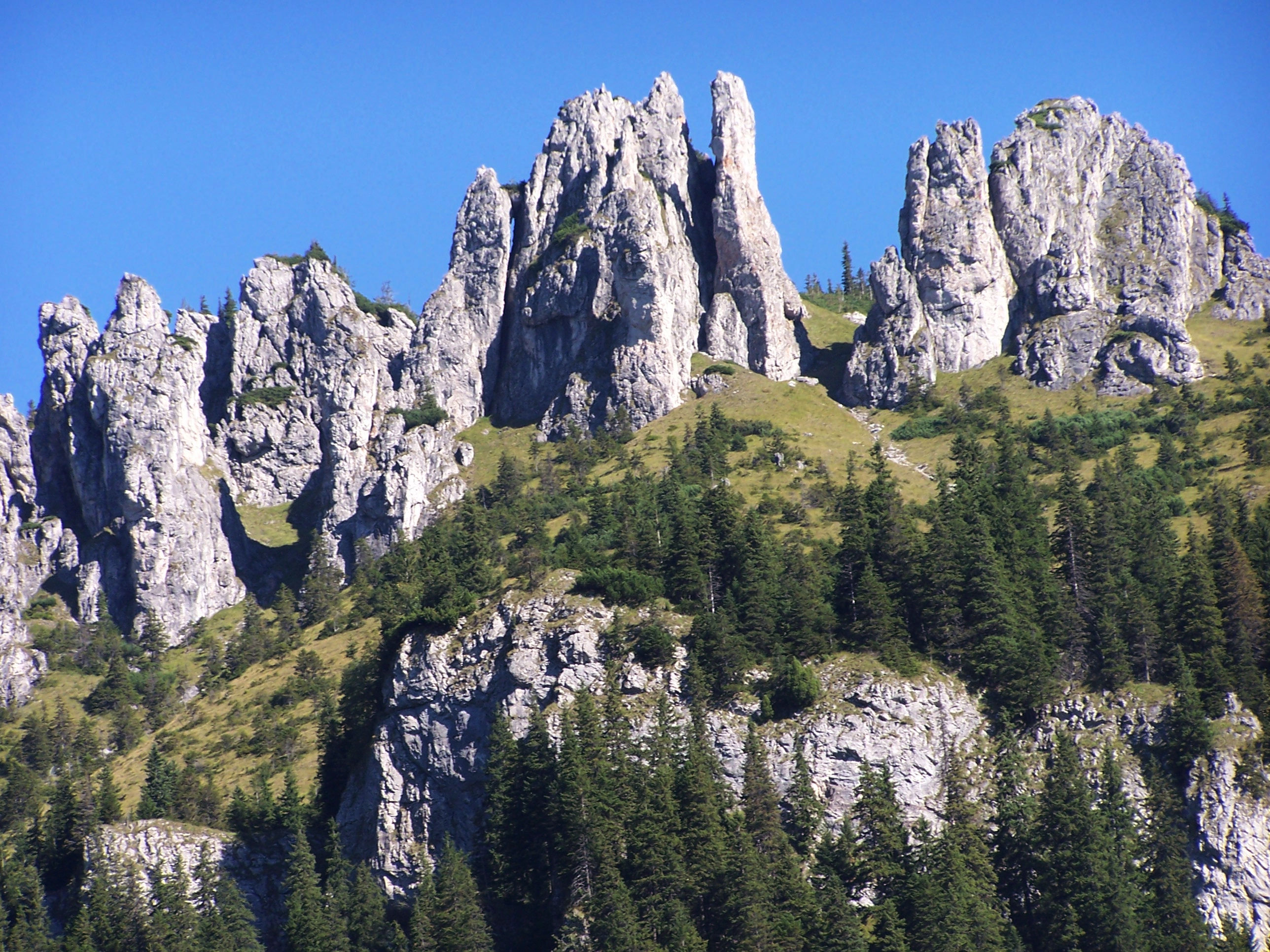
Údolí Chochołowska a Mnichy Chochołowskie

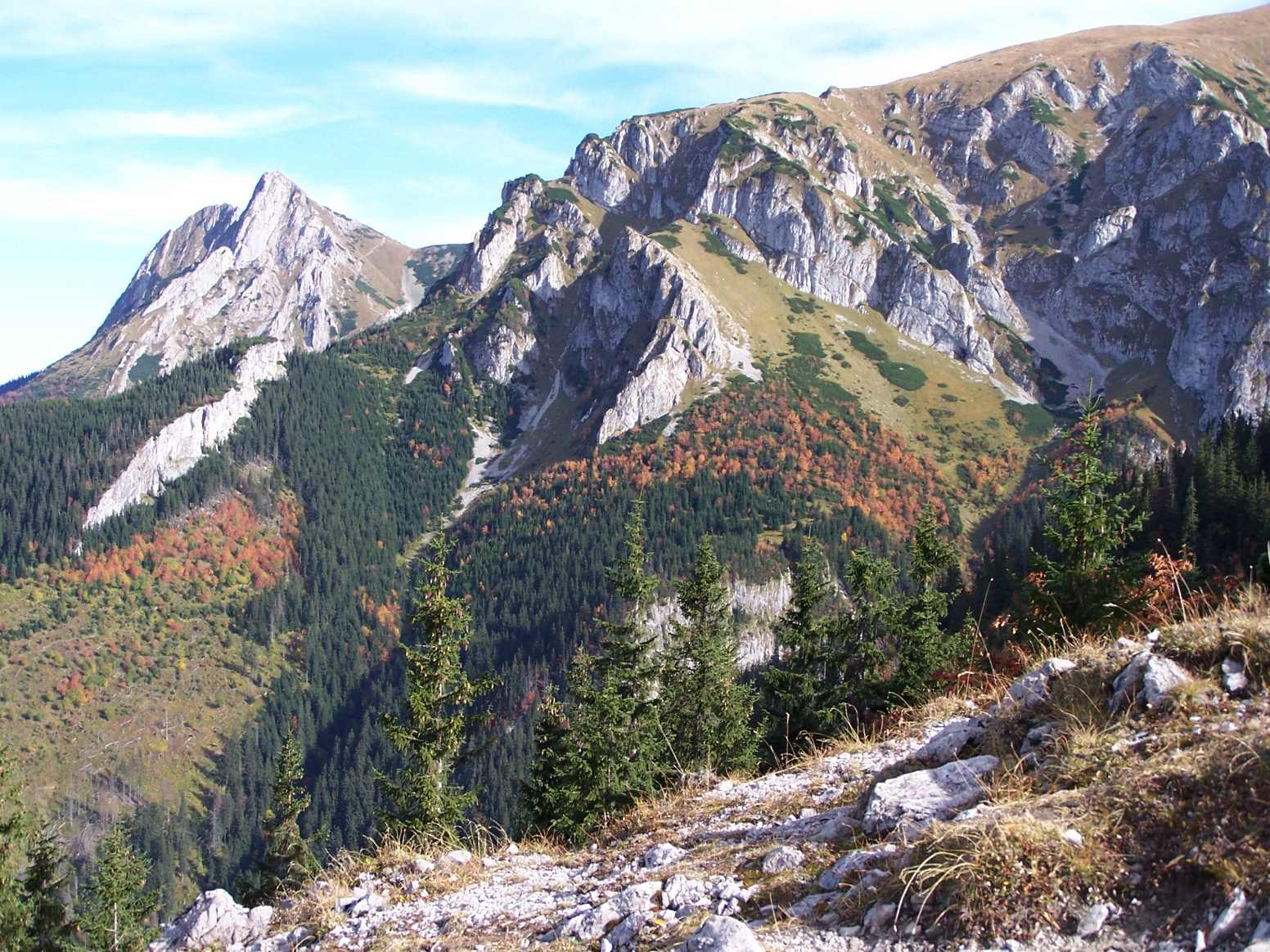
Giewont a Červené vrchy

Západní Tatry jsou průměrně o 400 m nižší než Vysoké Tatry. Průměrná nadmořská výška vrcholů v hlavním hřebeni dosahuje 2000 - 2100 metrů. Tento hřeben je dlouhý 42 kilometrů a táhne se ve směru západ - východ s mírným vyosením k jihu. Z hlavního hřebene vybíhá na sever i jih mnoho vedlejších rozsoch, v nichž leží mnoho vysokých vrcholů spolu s nejvyšším vrcholem Západních Tater - Bystrou (2248 m n. m.). Tyto rozsochy jsou od sebe odděleny hlubokými a velmi dlouhými údolími.
Asi 25 % plochy Západních Tater se nachází v Polsku, zbytek na Slovensku.

### Geomorfologické členění
Tatry se z geomorfologického hlediska dělí na 6 okrsků na slovenské straně a na 4 na polské (u každého je uveden i nejvyšší vrchol):

#### Slovenské Západní Tatry
- Osobitá (Osobitá, 1687 m n. m.)
- Sivý vrch (Sivý vrch, 1805 m n. m.)
- Roháče (Baníkov, 2178 m n. m.)
- Liptovské Tatry (Bystrá, 2248 m n. m.)
- Červené vrchy (Kresanica, 2122 m n. m.)
- Liptovské kopy (Veľká kopa, 2052 m n. m.)

#### Polské Západní Tatry
- Lúčna (polsky Grześ) (Grześ, 1653 m n. m.)
- Kasprov vrch (polsky Kasprowy Wierch) (Kasprov vrch, 1987 m n. m.)
- Červené vrchy (polsky Czerwone Wierchy) (Kresanica, 2122 m n. m.)
- Ornak (Zadni Ornak, 1867 m n. m.)

### Nejvyšší vrcholy
V Západních Tatrách najdeme 33 vrcholů s nadmořskou výškou přesahujících 2000 metrů. Následuje seznam 10 nejvyšších vrcholů v Západních Tatrách:
| Obrázek | Slovenské jméno | Polské jméno            | Nadm. výška | Místo a pozn.                                                    |
| ------- | --------------- | ----------------------- | ----------- | ---------------------------------------------------------------- |
|         | Bystrá          | Bystra                  | 2248 m      | Liptovské Tatry, nejvyšší vrchol slovenských Západních Tater     |
|         | Jakubina        | Raczkowa Czuba          | 2194 m      |                                                                  |
|         | Baranec         | Baraniec                | 2185 m      |                                                                  |
|         | Baníkov         | Banówka                 | 2178 m      | nejvyšší vrchol hlavního hřebene                                 |
|         | Klin            | Starorobociański Wierch | 2176 m      | Na hlavním hřebenu, nejvyšší vrchol v polských Západních Tatrách |
|         | Blyšť           | Błyszcz                 | 2159 m      | oblast Bystrá                                                    |
|         | Pachoľa         | Pachola                 | 2167 m      | Na hlavním hřebenu                                               |
|         | Hrubá kopa      | Hruba Kopa              | 2166 m      | Na hlavním hřebenu                                               |
|         | Nižná Bystrá    | Zadnia Kopa             | 2162 m      |                                                                  |
|         | Štrbavý         | Szczerbawy              | 2144 m      |                                                                  |

### Sedla
- Pálenica (1 570 m n. m.)
- Parichvost (1 870 m n. m.)
- Baníkovské sedlo (2 045 m n. m.)
- Smutné sedlo (1 965 m n. m.)
- Žiarske sedlo (1 917,1 m n. m.)
- Jamnícke sedlo (1 908 m n. m.)
- Račkovo sedlo (1 958 m n. m.)
- Gáborovo sedlo (1 890 m n. m.)
- Bystré sedlo (1 960 m n. m.)
- Pyšné sedlo (1 791,6 m n. m.)
- Tomanovské sedlo (1 686 m n. m.)
- Ľaliové sedlo (1 952 m, jinde uváděno 1 947 m n. m.)

## Vodstvo
Výrazné stopy za sebou nechal ústup skandinávského ledovce po poslední době ledové. Během poslední doby ledové bylo v Západních Tatrách na 18 ledovců z toho 5 na severní straně a 13 na jižní. Sněžná čára se pohybovala v nadmořské výšce od 1400 - 1500 m. Největší ledovce se nacházely v Ráčkové, Roháčské, Tiché, Žiarské a Bystré dolině. Tehdejší ledovcové splazy dosahovaly délky kolem 5 - 9 kilometrů a mocnost byla až 200 m. Dodnes jsou patrné důsledky tohoto jevu ve formě karů, morén a ledovcových jezer (ples). Drtivá většina západotatranských jezer má karový či morénový charakter.

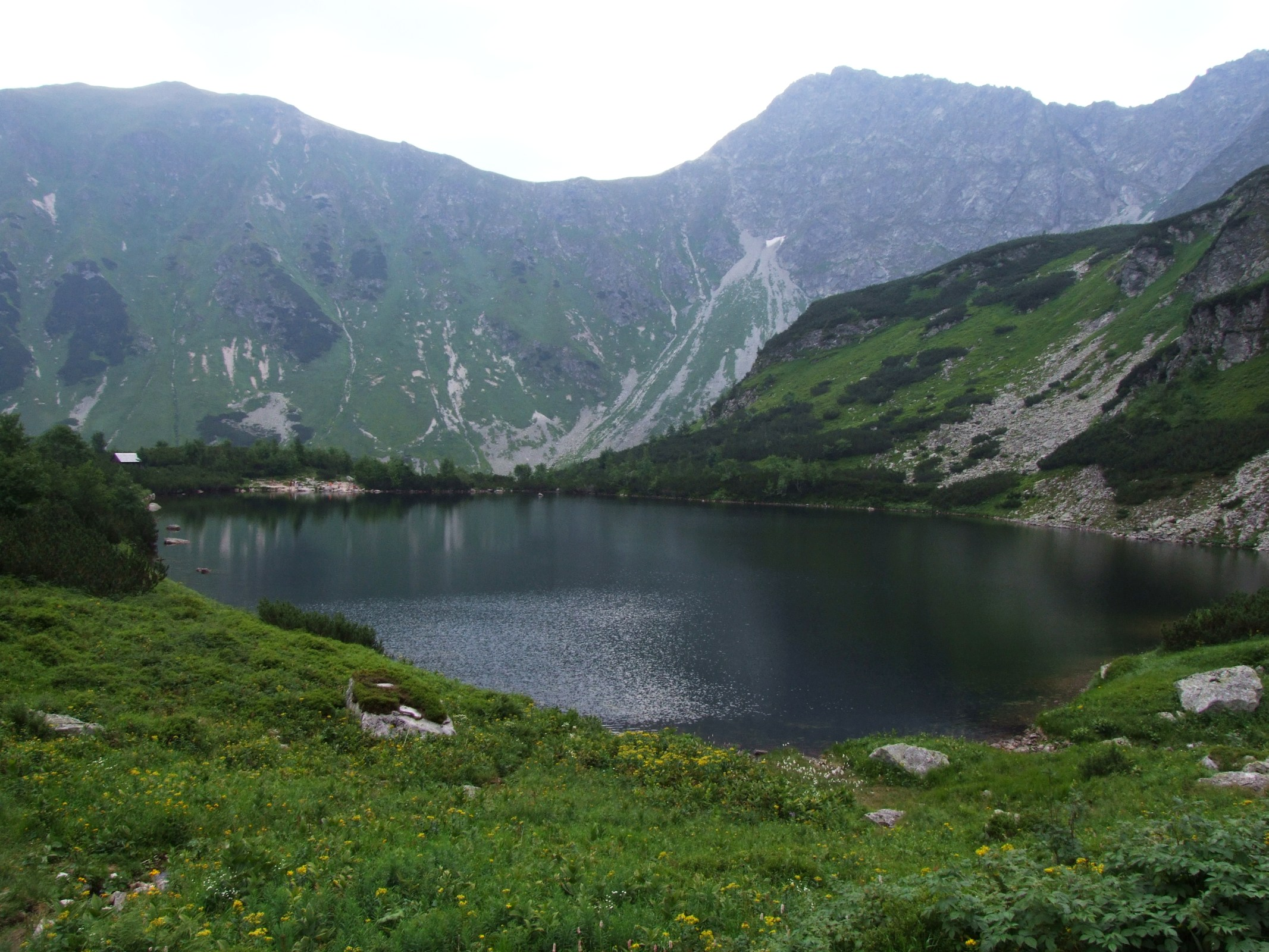
Dolné Roháčské pleso

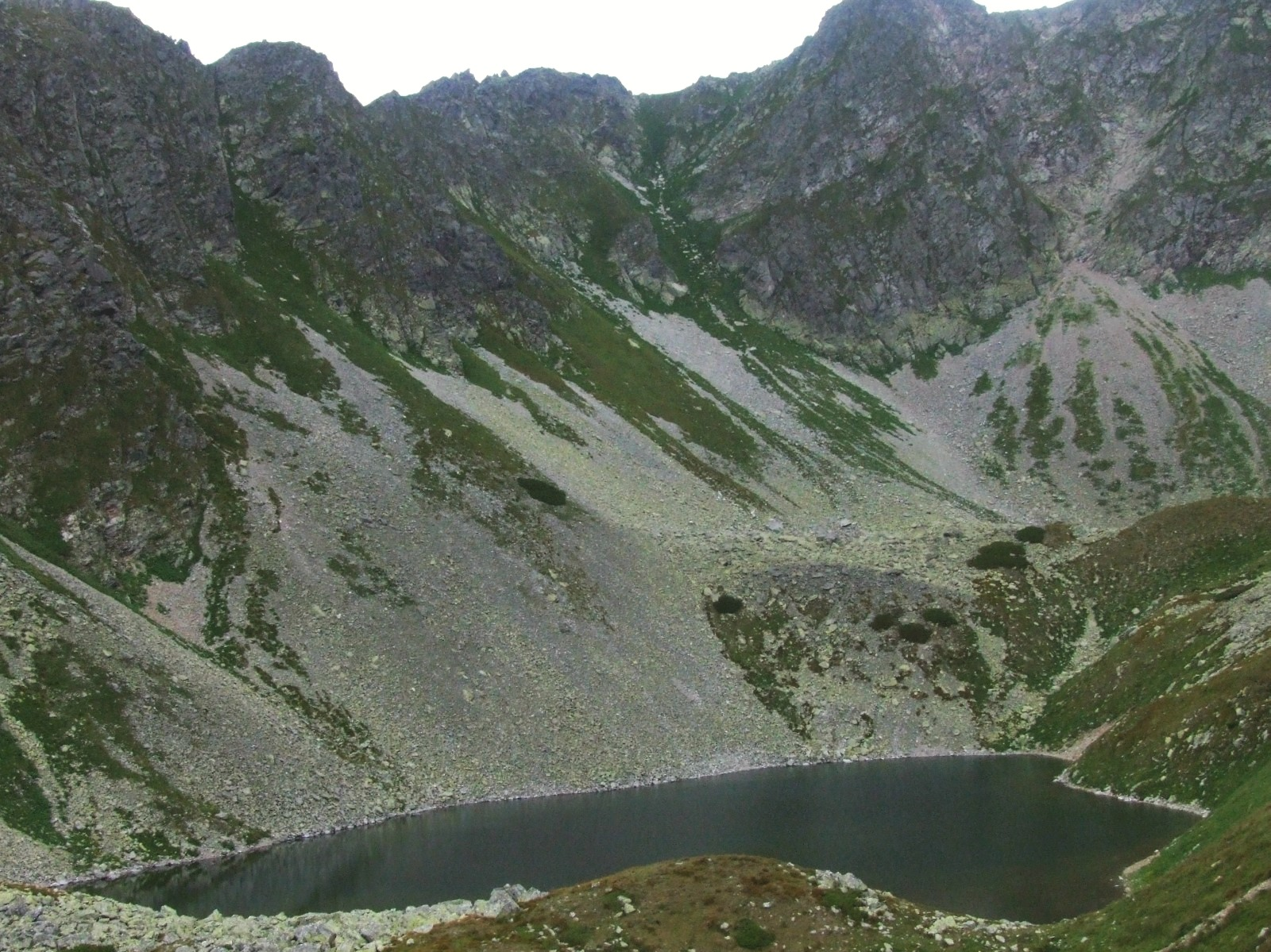
Velké Bystré pleso

### Významná jezera
V Západních Tatrách je zhruba 20 až 32 jezer, která nevysychají. Přesný počet je obtížné stanovit, jelikož je sporné tvrzení co je ještě pleso a co již nikoli. Na slovenské straně je největší jezero Velké Roháčské pleso (zvané též Dolné Roháčské pleso) a na polské straně je to jezero Smreczyński Staw.
| Obrázek | Název                  | Plocha (ha) | Nad.výška (m n. m.) | Hloubka (m) | Stát      |
| ------- | ---------------------- | ----------- | ------------------- | ----------- | --------- |
|         | Dolné Roháčské pleso   | 2,22        | 1563                | 6,3         | Slovensko |
|         | Horné Roháčské pleso   | 1,45        | 1718                | 8,1         | Slovensko |
|         | Nižné Jamnícke pleso   | 1,13        | 1732                | 8,2         | Slovensko |
|         | Horné Bystré pleso     | 0,86        | 1875                | 12,5        | Slovensko |
|         | Smreczyński Staw       | 0,75        | 1226                | 5,3         | Polsko    |
|         | Horné Račkovo pleso    | 0,74        | 1717                | 10,0        | Slovensko |
|         | Tretie Roháčské pleso  | 0,61        | 1653                | 3,7         | Slovensko |
|         | Vyšné Jamnícke pleso   | 0,41        | 1839                | 3,6         | Slovensko |
|         | Spodné Bystré pleso    | 0,34        | 1837                | 4,0         | Slovensko |
|         | Pleso pod Zverovkou    | 0,31        | 983                 | 1,2         | Slovensko |
|         | Ťatliakovo pleso       | 0,28        | 1370                | 1,2         | Slovensko |
|         | Druhé Roháčské pleso   | 0,28        | 1650                | 1,3         | Slovensko |
|         | Horné Tomanovo pleso   | 0,19        | 1592                | 1,0         | Slovensko |
|         | Žiarske pleso          | 0,11        | 1833                | 0,9         | Slovensko |
|         | Kobylie pleso          | 0,10        | 1742                | 1,5         | Slovensko |
|         | Biele Bobrovecké pleso | 0,10        | 1502                | 1,5         | Slovensko |

### Toky
Nejvydatnějšími toky pohoří Západní Tatry jsou: Jalovecký potok, Smrečianka, Račkový potok, Kamenistý potok, Jamnický potok a Tichý potok. Na polské straně to jsou např. Kościeliski potok či Chocholowski potok. Jižní část pohoří patří do povodí Váhu, severní potom odvodňují Dunajec a Orava. Probíhá zde tedy hranice dvou úmoří - Černého a Baltského moře.

## Podnebí
Západní Tatry mají podnebí kontinentálního charakteru. To znamená studené zimy a teplá léta. Průměrná roční teplota v pohoří je 2 °C a v nejvyšších polohách kolem 0 °C. V podhůří jsou průměrné teploty vyšší, jako např. v Liptovském Mikuláši činí 7°C. Nejvyšší teploty jsou zaznamenávány v červenci a srpnu, nejnižší potom v lednu. Častým jevem jsou zde inverze. Sníh leží na horských svazích přibližně 160 - 200 dní v roce a v severních karech či žlebech se udrží po celý rok. Průměrné roční srážky v Západních Tatrách činí 1400 - 1600 mm. Nejvíce jich spadne v červnu, červenci a prosinci. Nejméně potom v září, říjnu a březnu.

## Ochrana přírody

Logo polského národního parku TPN

### Národní parky
Na území Západních Tater leží dva národní parky:
- Tatranský národný park (TANAP) na Slovensku
- Tatrzański Park Narodowy (TPN) v Polsku

TANAP byl vyhlášen v roce 1948 s účinností od 1. ledna 1949, TPN v roce 1954, s účinností od 1. ledna 1955. Vlastní slovenské území Západních Tater bylo k parku přičleněno s účinností k 6. únoru 1987. Rozloha TANAPu je v současnosti 1045 km², z toho vlastní území 738 km², ochranné pásmo 307 km². TPN má rozlohu 212 km².

### Flora
Západní Tatry příslušejí do oblasti západokarpatskej flóry (Carpaticum occidentale), obvodu flóry vysokých (centrálních) Karpat (Eucarpaticum) a okresu Tatry. Z fytogeograficko-vegetačního hlediska jsou součástí zóny jehličnatých lesů.
Z endemitů zde roste např. jestřábník roháčský a koniklec slovenský, z glaciálních reliktů např. pryskyřník ledovcový a koniklec slovenský.
Geomorfologická část Sivý vrch je přechodnou zónou mezi rostlinstvem fatranské a tatranské oblasti, fatranský ráz však převažuje. Rostou zde druhy, které nelze najít nikde jinde v Tatrách: trýzel Wittmanův, rozchodník bílý a hvozdík lesklý.

### Fauna
Podcelek je součástí provincie Karpaty, subprovincie Západní Karpaty, vnitřního obvodu a jeho západního okrsku. Ze zoogeografického hlediska patří do provincie středoevropských pohoří, subprovincie karpatských pohoří a západokarpatského úseku.
Podobně jako ve zbytku Tater se zde hojně vyskytují různé druhy savců: medvěd hnědý, rys ostrovid, kočka divoká, vlk, jelen lesní, srnec obecný, prase divoké, ve vyšších polohách vzácnější svišť horský a kamzík horský, ve zdejších potocích i vydra říční. Z ptáků zde lze nalézt zejména orla skalního, tetřeva, sojku obecnou a mnohé jiné.

## Turistika

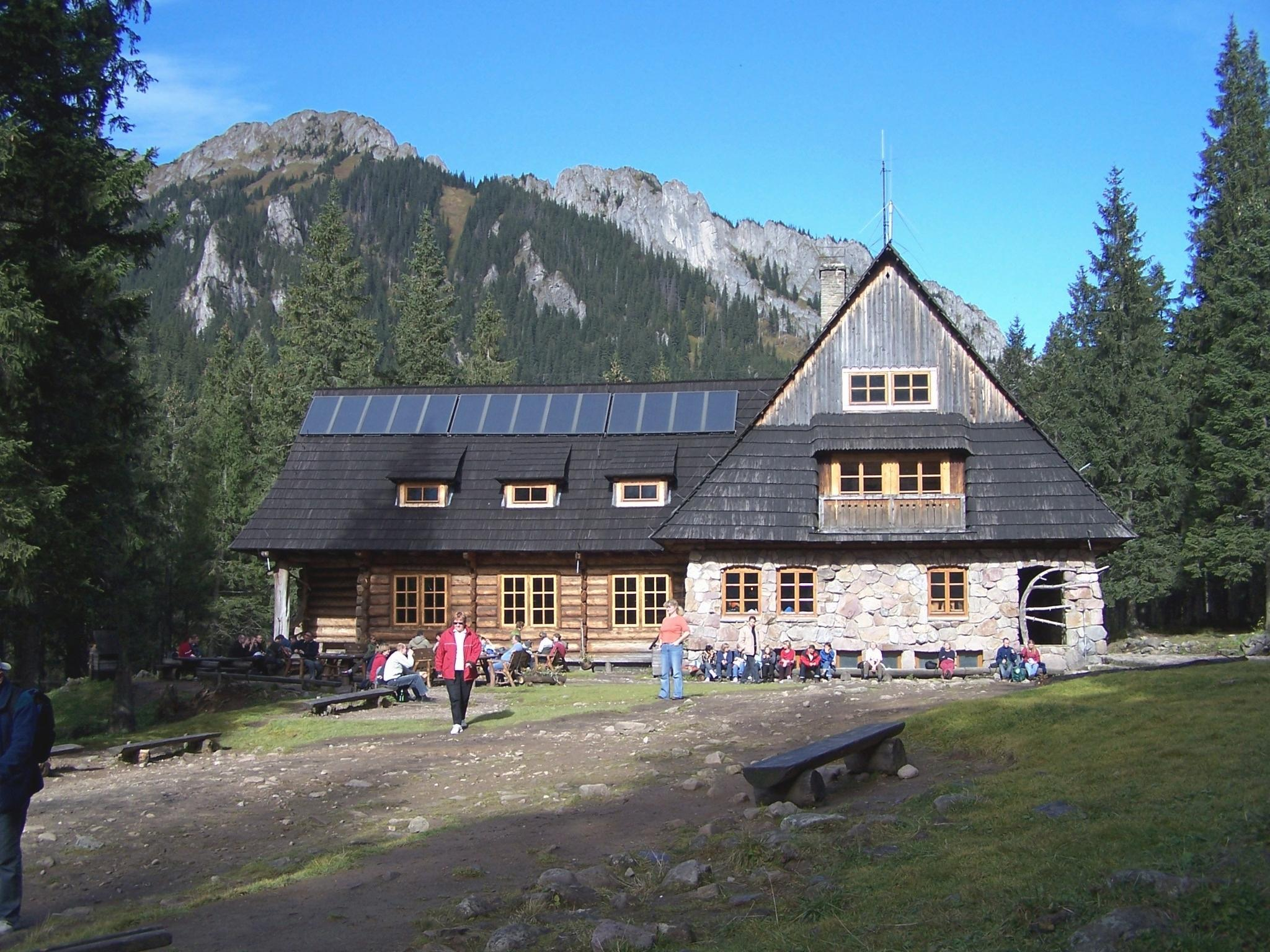
Turistická chata na polaně Ornak

Na území Západních Tater je 7 turistických chat (4 v Polsku, 3 na Slovensku).

### Turistika ve slovenských Západních Tatrách
Na slovenské straně uvnitř pohoří se nacházejí pouze čtyři lokality s koncentrací cestovního ruchu. Na severní straně jsou to rekreační střediska Zverovka, Brestová a okolí Ťatliakové chaty, zatímco na jižní straně je to jen Žiarska chata. Ostatní střediska zimní i letní turistiky leží po okraji pohoří: Oravice, Zuberec, Bobrovecká Vápenice, Žiar, Koňská, Jakubovany-Studená dolina, Pribylina a Podbanské.

### Turistika v polských Západních Tatrách
- Turistické chaty: chata PTTK Hala Kondratowa, chata PTTK Hala Ornak, chata PTTK na Polanie Chochołowskiej a horský hotel PTTK Kalatówki;
- k dispozici pro turisty jsou přístupné jeskyně:
  - osvětlené, s průvodcem a vstupným: Jaskinia Mroźna,
  - pro samostatný průzkum: jeskyně Mylna, Raptawicka jeskyně, jeskyně Obłazkowa, Smocza Jama a Dziura.

Polské Západní Tatry jsou součástí Tatranského národního parku. Jako vstupné se platí malý poplatek pro TDI a organizaci Wspólnotę Leśna Uprawnionych Ośmiu Wsi, jejímž majetkem je část Západních Tater v regionu údolí Kościeliska, Lejowa a Chocholowska.